# Molson Indy Toronto de 1996
A Molson Indy Toronto de 1996 foi a décima etapa da temporada de 1996 da CART.
Teve como vencedor o mexicano Adrián Fernández, da Tasman Motorsports. A corrida foi marcada pelo acidente fatal de Jeff Krosnoff, da Arciero-Wells Racing, que decolou após uma disputa de ultrapassagem entre o norte-americano e o sueco Stefan Johansson, da Bettenhausen Motorsports.

## Resultados

### Treino classificatório
| Pos. | No. | Piloto                | Patrocínio           | Pneu      | Chassis | Motor         | Equipe                        |
| ---- | --- | --------------------- | -------------------- | --------- | ------- | ------------- | ----------------------------- |
| 1    | 31  | André Ribeiro         | LCI International    | Firestone | Lola    | Honda         | Tasman Motorsports            |
| 2    | 4   | Alessandro Zanardi    | Target               | Firestone | Reynard | Honda         | Chip Ganassi Racing           |
| 3    | 32  | Adrián Fernández      | Tecate               | Firestone | Lola    | Honda         | Tasman Motorsports            |
| 4    | 20  | Scott Pruett          | Firestone            | Firestone | Lola    | Cosworth      | Patrick Racing                |
| 5    | 99  | Greg Moore            | Player's             | Firestone | Reynard | Cosworth      | Forsythe-Green                |
| 6    | 49  | Parker Johnstone      | Motorola             | Firestone | Reynard | Honda         | Comptech Racing               |
| 7    | 2   | Al Unser, Jr.         | Marlboro             | Goodyear  | Penske  | Mercedes-Benz | Marlboro Team Penske          |
| 8    | 18  | Bobby Rahal           | Miller Genuine Draft | Goodyear  | Reynard | Mercedes-Benz | Team Rahal                    |
| 9    | 8   | Gil de Ferran         | Pennzoil             | Goodyear  | Reynard | Honda         | Jim Hall Racing               |
| 10   | 6   | Michael Andretti      | Kmart/Havoline       | Goodyear  | Lola    | Cosworth      | Newman/Haas Racing            |
| 11   | 12  | Jimmy Vasser          | Target               | Firestone | Reynard | Honda         | Chip Ganassi Racing           |
| 12   | 28  | Bryan Herta           | Shell                | Goodyear  | Reynard | Mercedes-Benz | Team Rahal                    |
| 13   | 3   | Paul Tracy            | Marlboro             | Goodyear  | Penske  | Mercedes-Benz | Marlboro Team Penske          |
| 14   | 11  | Christian Fittipaldi  | Kmart/Budweiser      | Goodyear  | Lola    | Cosworth      | Newman/Haas Racing            |
| 15   | 9   | Emerson Fittipaldi    | Marlboro             | Goodyear  | Penske  | Mercedes-Benz | Hogan/Penske Racing           |
| 16   | 21  | Mark Blundell         | VISA                 | Goodyear  | Reynard | Cosworth      | PacWest Racing                |
| 17   | 17  | Maurício Gugelmin     | Hollywood            | Goodyear  | Reynard | Cosworth      | PacWest Racing                |
| 18   | 5   | Robby Gordon          | Valvoline/Cummins    | Goodyear  | Reynard | Cosworth      | Walker Racing                 |
| 19   | 1   | Raul Boesel           | Brahma               | Firestone | Reynard | Honda         | Brahma Sports Team/Team Green |
| 20   | 25  | Jeff Krosnoff         | MCI                  | Firestone | Reynard | Toyota        | Arciero-Wells Racing          |
| 21   | 16  | Stefan Johansson      | Alumax               | Goodyear  | Reynard | Mercedes-Benz | Bettenhausen Racing           |
| 22   | 34  | Roberto Moreno        | MiJack               | Goodyear  | Lola    | Cosworth      | Payton/Coyne Racing           |
| 23   | 15  | Scott Goodyear        | Valvoline/Cummins    | Goodyear  | Reynard | Cosworth      | Walker Racing                 |
| 24   | 10  | Eddie Lawson          | Delco Electronics    | Goodyear  | Lola    | Mercedes-Benz | Galles Racing                 |
| 25   | 98  | P. J. Jones           | Castrol              | Goodyear  | Eagle   | Toyota        | All American Racers           |
| 26   | 44  | Richie Hearn          | Food 4 Less          | Goodyear  | Lola    | Cosworth      | Della Penna Motorsports       |
| 27   | 36  | Juan Manuel Fangio II | Castrol              | Goodyear  | Eagle   | Toyota        | All American Racers           |
| 28   | 19  | Hiro Matsushita       | Panasonic            | Firestone | Lola    | Cosworth      | Payton/Coyne Racing           |

## O acidente fatal
Na volta 92 do GP, André Ribeiro (que largou na pole), Stefan Johansson e Jeff Krosnoff disputavam posição quando o Reynard-Mercedes #16 do piloto sueco, numa tentativa de impedir a ultrapassagem do novato, enroscou-se conta o Reynard-Toyota #25 de Krosnoff, que decolou e acertou violentamente um poste e uma árvore. Pedaços do carro de Jeff ficaram espalhados pela pista, chegando a atingir Johansson, que não sofreu maiores consequências. André Ribeiro, Emerson Fittipaldi e Michael Andretti também se envolveram, novamente sem consequências graves para a dupla. Krosnoff, que disputava sua décima-primeira corrida na CART, foi socorrido e levado ao Hospital Ocidental de Toronto, mas não resistiu e faleceu, aos 31 anos de idade. O médico da categoria, Steve Olvey, foi o responsável por confirmar a morte, alegando que o novato havia morrido na hora, devido a um traumatismo craniano.
Além de Krosnoff, Gary Avrin, o fiscal de pista que foi atingido por um pneu do Reynard-Toyota, foi a outra vítima fatal do acidente, o segundo envolvendo pilotos americanos na CART/IRL no ano - durante o Carb Day nas 500 Milhas de Indianápolis, o pole-position Scott Brayton morreu após seu carro bater no muro, sofrendo um traumatismo craniano que seria fatal.